# Jednoklonná soustava
Jednoklonná, monoklinická krystalová soustava je jedna ze sedmi krystalografických soustav. Je poměrně málo souměrná, může se v něj vyskytovat rovina souměrnosti (symbol m), nebo dvojnásobná osa souměrnosti (2), nebo jejich kombinace (2/m). Bravaisovy mřížky mohu byt dvě - primitivní (P), nebo bazicky centrovaná (C).

## Typy mřížek

Primitivní mřížka
Bazicky centrovaná mřížka

## Výběr souřadnicové soustavy
Souměrnost jednoklonné soustavy nabízí další možnosti:
- první postavení - dvojnásobná osa je totožná s krystalografickou osou Z, rovina souměrnosti je rovnoběžná s osami X a Y
- druhé postavení - osa je totožná s Y a rovina rovnoběžná s X a Z
- třetí postavení - osa je v směru X a rovina rovnoběžná s osami Y a Z.

Zaužívaným postavením je druhé, přičemž musí byt splněná podmínka, že úhel β > 90°, tolerované já i první postavení a výjimečně i třetí. Jak je β > 90°, tak se poziční body krystalových tvarů ležících v rovině [100] zobrazí jinak, jako při soustavách, kde α a β = 90°.

## Krystalové tvary
V jednotlivých grupách jsou možné další tvary:
- 2/m - pinakoid a monoklinická prizma
- m - pedion, pinakoid a dóma
- 2 - pedion, pinakoid a sfenoid

Všechny krystalové tvary jsou otevřené, proto se mohu vyskytovat jen ve vzájemné kombinaci.